# Лаймер, Конрад
Ко́нрад Ла́ймер (нем. Konrad Laimer; род. 27 мая 1997, Зальцбург) — австрийский футболист, полузащитник клуба «Бавария» и сборной Австрии. Участник двух чемпионатов Европы (2020 и 2024).

## Карьера

### Клубная карьера
Конрад начал заниматься футболом в детской команде «Аберзее». В 2007 году он перешёл в юношескую команду «Ред Булл Зальцбург».
2 мая 2014 Лаймер дебютировал за «Лиферинг», являющийся фарм-клубом зальцбуржцев. Первый матч в Австрийской Бундеслиге Конрад провёл 28 сентября 2014 года, выйдя на замену вместо Алана в компенсированное время матча с «Рапидом».
По итогам сезона 2014/15 «Ред Булл» стал чемпионом Австрии и обладателем Кубка. Конрад провёл 8 игр чемпионата и 2 встречи на кубок, в том числе полуфинальный матч с «Грёдигом». В сезоне 2016/17 Лаймер был признан лучшим игроком сезона в австрийской Бундеслиге. Своей команде он в третий раз подряд помог выиграть чемпионат и Кубок Австрии.
30 июня 2017 года Лаймер перешёл в немецкий клуб «РБ Лейпциг», с которым заключил контракт на четыре года. Изначально в клубе его рассматривали в качестве дублёра Наби Кейта в центре полузащиты, но Конрад показал себя универсальным игроком и поначалу играл на позиции правого защитника.

### Карьера в сборной
Лаймер в составе сборной до 17 лет принимал участие в матчах квалификации к чемпионату Европы 2014 на Мальте.
Конрад в 2014 году выступал в финальной части юношеского чемпионата Европы в Венгрии. Полузащитник сыграл во всех четырёх матчах своей сборной, которая заняла 3 место и получила право выступить на молодёжном чемпионате мира.
В конце мая 2015 года Конрад был включён в заявку австрийцев для участия в мировом первенстве в Новой Зеландии. Лаймер сыграл во всех четырёх матчах своей сборной на турнире.
C 2016 года Лаймер выступает за сборную Австрии среди игроков до 21 года, является её капитаном. В июне 2017 года Конрад впервые был вызван во взрослую сборную Австрии на матч отборочного турнира к чемпионату мира с командой Ирландии. Эту игру он провёл в запасе.
7 июня 2019 года Конрад Лаймер дебютировал за основную сборную Австрии в матче отборочного турнира Чемпионата Европы 2020 года против сборной Словении. 6 сентября 2019 года забил свой первый гол за сборную в ворота Латвии.
| № | Дата            | Оппонент  | Счёт | Голы | Пасы | Карточки | Минуты | Соревнование             |
| - | --------------- | --------- | ---- | ---- | ---- | -------- | ------ | ------------------------ |
| 1 | 7 июня 2019     | Словения  | 1:0  | —    | —    | —        | 82'    | Отбор ЧЕ-2020 (группа G) |
| 2 | 10 июня 2019    | Македония | 4:1  | —    | 2    | —        | 90'    | Отбор ЧЕ-2020 (группа G) |
| 3 | 6 сентября 2019 | Латвия    | 6:0  | 80′  | 2    | —        | 90'    | Отбор ЧЕ-2020 (группа G) |
| 4 | 9 сентября 2019 | Польша    | 0:0  | —    | —    | 46'      | 89'    | Отбор ЧЕ-2020 (группа G) |
| 5 | 10 октября 2019 | Израиль   | 3:1  | —    | 1    | —        | 59'    | Отбор ЧЕ-2020 (группа G) |
| 6 | 13 октября 2019 | Словения  | 1:0  | —    | —    | 88'      | 90'    | Отбор ЧЕ-2020 (группа G) |

Итого: сыграно матчей: 6 / забито голов: 1; победы: 5, ничьи: 1, поражения: 0.

## Достижения

### Командные достижения
«Ред Булл» (Зальцбург)
- Чемпион Австрии (3): 2014/15, 2015/16, 2016/17
- Обладатель Кубка Австрии (3): 2014/15, 2015/16, 2016/17

«РБ Лейпциг»
- Обладатель Кубка Германии (2): 2021/22, 2022/23

«Бавария»
- Чемпион Германии: 2024/25
- Обладатель Суперкубка Германии: 2025

### Личные достижения
- Лучший игрок сезона в чемпионате Австрии: 2016/17